# Ângulos de Tait–Bryan

Pitch.

Yaw.

Roll.

Os Ângulos de Tait–Bryan (nomeados através de Peter Guthrie Tait e George Bryan), são um tipo específico de ângulos de Euler usados normalmente em aplicações aeroespaciais para definir a relativa orientação do aeroplano. Os três ângulos especificados nessa fórmula são especificados como empinamento (pitch ou θ), cabeceio (yaw ou ψ) e balanceio (roll ou φ).

## Definição matemática

Ângulos de navegação segundo a convenção ZXY definidos estaticamente.

Dado um sistema de coordenadas tridimensional móvel em relação a um fixo, existem várias maneiras de descrever a posição do sistema móvel em um momento dado. No caso dos ângulos de navegação, utilizam-se três coordenadas angulares que definem um triedro rotacionado a partir de outro que é considerado o sistema de referência. Eles são definidos matematicamente de forma semelhante aos ângulos de Euler, mas em vez de usar como linha de nós a interseção entre dois planos homólogos (por exemplo, o XY é homólogo do xy), utilizam-se dois planos não homólogos (por exemplo, XY e yz).
Por exemplo, no desenho adjunto que utiliza a convenção ZXY, eles são definidos pelos planos xy (plano perpendicular ao eixo "z" usado na primeira rotação) do sistema de referência, e o plano ZX do sistema móvel (plano perpendicular ao eixo "Y" da última rotação). As rotações devem ser executadas na sequência correta, pois o resultado final depende da ordem em que são aplicadas.

## Significado em aviões

Ângulos de navegação segundo a convenção ZYX. O sistema de referência xyz foi deslocado para trás por clareza. Os eixos Y e Z não são mostrados.

A posição de um avião é definida pela direção (heading ou yaw), dada em relação ao eixo vertical perpendicular ao avião; a elevação (pitch) em relação ao eixo definido pelas asas; e o ângulo de rolamento (roll) em relação ao eixo que une o nariz e a cauda do avião. As rotações do avião no sistema definido por esses eixos são denominadas arfagem ou inclinação do nariz do avião; rolamento (rotação lateral) e guinada (rotação intrínseca ao redor do eixo vertical). Essas rotações são usadas para descrever manobras, e devem ser especificadas exatamente nesta ordem: arfagem, rolamento e guinada.
Os ângulos de navegação, chamados de deriva (normalmente representado pela letra {\displaystyle \psi }), inclinação (normalmente {\displaystyle \theta }) e rolamento ({\displaystyle \phi }), correspondem aos valores dessas três rotações principais.

## Significado em embarcações
Em embarcações, esses ângulos são: ângulo de deriva (guinada, direção, yaw), ângulo de inclinação (arfagem, pitch) e ângulo de escora (rolamento, roll).